# Scorpaenodes arenai
Scorpaenodes arenai là một loài cá biển thuộc chi Scorpaenodes trong họ Cá mù làn. Loài này được mô tả lần đầu tiên vào năm 1962.

## Từ nguyên
Từ định danh arenai được đặt theo tên của Giuseppe Arena (đến từ vùng Ganzirri, Ý), người đã thu thập mẫu định danh của loài cá này cho Bảo tàng Lịch sử Tự nhiên Milano (Milano).

## Phân bố và môi trường sống
S. arenai hiện chỉ được biết đến tại khu vực eo biển Messina, eo biển Sicily và biển Tyrrhenum, xa hơn ở phía tây thì loài này chỉ được ghi nhận duy nhất tại cụm đảo Açores (vùng tự trị của Bồ Đào Nha). Đây cũng là loài Scorpaenodes duy nhất được tìm thấy ở Địa Trung Hải.
S. arenai được thu thập ở độ sâu khoảng 15–50 m.

## Mô tả
Chiều dài cơ thể lớn nhất được ghi nhận ở S. arenai là 11 cm. Loài này màu đỏ cam với khoảng 6 sọc nâu đỏ trên thân. Các vây có những hàng chấm đỏ. Đốm đen có thể xuất hiện trên vây lưng.
Số gai vây lưng: 13; Số tia vây lưng: 10; Số gai vây hậu môn: 3; Số tia vây hậu môn: 5; Số gai vây bụng: 1; Số tia vây bụng: 5; Số tia vây ngực: 17.

## Sinh thái
Tuổi thọ cao nhất ở S. arenai được ước lượng là 5 năm.